# Hélène Menegaldo
Hélène Menegaldo (en russe : Еле́на Менегальдо), née Hélène Leontievna Pachoutinskaïa le 3 janvier 1945, est une universitaire, slaviste française d'origine russe. Professeure honoraire de l'université de Poitiers (France), elle est spécialiste du poète russe Boris Poplavski et de la diaspora russe.

## Biographie
Hélène Pachoutinskaïa est née en France dans une famille russe immigrée de la première vague.
En 1964, elle termine l'École de langues orientales. En 1968, elle obtient l'agrégation et enseigne d'abord dans l'enseignement secondaire.
Depuis 1972, elle enseigne à l'Université de Poitiers (département de la Vienne) comme  Assistante, Maître de Conférences puis Professeure au Département d’Études Slaves. Elle y dirige aussi le département de slavistique et, jusqu'en 2005, le MIMMOC, équipe de recherches sur la mémoire, l'identité, la marginalité dans le monde contemporain, centrée sur l’étude des diasporas et des transferts culturels.
En 1981, elle soutient sa thèse de doctorat sur L'univers poétique de Boris Poplavski,.
Elle est notamment l'auteure de Les Russes à Paris. 1919-1939 (1998), (traduction en russe en 2001 rééditée en 2006) ; et de Diana Nikiforoff, de la Russie en révolution à la Cité interdite en 2017.

## Ouvrages
- Les Russes à Paris (1919-1939), Paris, éditions Autrement, collection "Monde", série "Français d'ailleurs, peuples d'ici", 1998  (ISBN 2862608238), plusieurs retirages ; édition en russe (Russkie v Pariže : 1919-1939) aux éditions Kstati, Moscou, 2001.
- (ru) Поэтическая вселенная Бориса Поплавского (L'univers poétique de Boris Poplavski), Saint-Pétersbourg, éditions Алетейя, 2007  (ISBN 978-5-903354-54-2)
- Diana Nikiforoff, de la Russie en révolution à la Cité interdite, Paris, éditions Vendémiaire, 2017  (ISBN 978-2-36358-250-8)